# Àcid nucleic
Els àcids nucleics són biomolècules orgàniques encarregades d'emmagatzemar i difondre la informació genètica. Hi ha dos tipus fonamentals d'àcids nucleics, l'àcid desoxiribonucleic (ADN), i l'àcid ribonucleic (ARN).
L'ADN i l'ARN es caracteritzen per la seva natura polimèrica, i estan compostos de desoxinucleòtids o nucleòtids, respectivament, units mitjançant enllaços fosfodiéster. Els (desoxi)nucleòtids al seu torn estan formats per un (desoxi)nucleòsid que pot presentar diferents graus de fosforilació, monofosfat, difosfat o trifosfat. El (desoxi)nucleòsid es compon d'un sucre (desoxiribosa per a l'ADN, ribosa per l'ARN) i una base nitrogenada.
Els àcids nucleics emmagatzemen i transmeten la informació genètica, són macromolècules formades per la unió de diverses subunitats més senzilles anomenades nucleòtids.
Cada nucleòtid està format per tres subunitats:
- Un grup fosfat que està format per fòsfor i oxigen.
- Un glúcid de cinc àtoms de carboni, de pentosa o desoxiribosa.
- Una base nitrogenada que pot ser de diversos grups: d'adenina, de guanina, de citosina, de timina i d'uracil.

Totes estan formades per una estructura cíclica i una composició química que inclou nitrogen.
Els nucleòtids s'ajunten en la formació de grans cadenes, que s'anomenen polinucleòtids. En cada polinucleòtid el grup fosfat i la pentosa són sempre els mateixos, només varia la seqüència de les bases nitrogenades. Hi ha diferents tipus d'àcids nucleics, bàsicament es divideixen en dos grups: l'àcid desoxiribonucleic, també anomenat ADN, i l'àcid ribonucleic, també anomenat ARN, que formen part de les cèl·lules en tots els organismes, encara que entre ells hi ha grans diferències.
Existeixen cinc bases nitrogenades estàndard.
- Dues purines:
  - Adenina (A)
  - Guanina (G)
- Tres pirimidínies: 
  - Citosina (C)
  - Timina (T)
  - Uracil (U)

La timina és present només en els desoxinucleòtids i, per tant, en l'ADN, i l'uracil en els ribonucleòtids que donen lloc a l'ARN.
El nom prové de la seva natura àcida (revelada en els inicis de la microscopia per tècniques de tinció) i de la seva presència en l'interior del nucli cel·lular (eucariota), on l'ADN s'organitza formant cromosomes. El nuclèol, que també es pot observar amb un microscopi òptic, està format principalment per conglomeracions d'ARN.

## Comparació de l'ADN i l'ARN
- Semblances:
  - Tant l'ADN, com l'ARN estan formats per nucleòtids.
  - Els dos formen part de les cèl·lules.
  - Els dos tenen tres bases nitrogenades comunes: l'adenina, la guanina i la citosina.
  - Les seves pentoses són pentagonals, tant en l'ADN, com en l'ARN.
- Diferències: 
  - L'ADN té com a base de pentosa la desoxiribosa, mentre que l'ARN té com a base de pentosa la ribosa.
  - Les bases nitrogenades també es diferencien, ja que l'ADN conté timina, mentre que l'ARN conté l'uracil, a més d'altres bases nitrogenades.
  - L'ADN està format per una doble hèlix de cadenes antiparal·leles formades per nucleòtids, mentre que l'ARN només està format per una hèlix simple també formada per nucleòtids.
  - L'ARN es forma a través d'una base d'ADN.
  - L'ARN intervé en la formació que conté l'ADN a través de la síntesi de proteïnes.
  - L'ARN es pot localitzar al nucli però també al citoplasma, mentre que l'ADN només es pot trobar en el nucli de les cèl·lules formant els cromosomes i a la cromatina, depenent del moment en què es trobi la cèl·lula.
  - L'ADN, en estar format per una doble hèlix, les seves cadenes estan unides per enllaços polipèptidics.
  - L'ADN conté la informació perquè un ésser es desenvolupi i visqui, mentre que l'ARN, intervé en la formació d'ADN.
  - L'ARN forma també ARN ribosòmic, encarregat de la síntesi de proteïnes.
  - L'ADN, a més a més, no pot abandonar el nucli de la cèl·lula mentre que si ho pot fer l'ARN.